# أميناتا سو فال
أميناتا سو فال (بالفرنسية: Aminata Sow Fall)‏ (مواليد 27 أبريل 1941)، كاتبة سنغالية. بالرغم من كون الولوفية لغتها الأم، إلا أنها تؤلف باللغة الفرنسية.

## نبذة
ولدت في سانت لويس بالسنغال، حيث نشأت قبل انتقالها إلى داكار لإتمام دراستها الثانوية. بعد ذلك، حصلت على شهادة في اللغات الحديثة في فرنسا وأصبحت معلمة عند عودتها إلى السنغال.

## حياتها الخاصة
أميناتا أم لسبعة أطفال، وهي متزوجة من مغني الراب عباس عباس.

## جوائز
- الجائزة الأدبية الكبرى لأفريقيا السوداء (1980).
- دكتوراة فخرية من كلية ماونت هوليوك، جنوب هادلي، ماساتشوستس (1997).
- وسام الاستحقاق الوطني من درجة فارس (2006).
- الجائزة العظمى للفرانكوفونية (2015).

## أعمالها
- العائد (بالفرنسية: Le Revenant)‏، رواية، 1976.[7]
- إضراب المتسولين (بالفرنسية: La Grève des bàttu)‏، 1979.
- عناب البطريرك (بالفرنسية: Le Jujubier du patriarche)‏، رواية، 1993[8]
- ذرة من الحياة والأمل (بالفرنسية: Un grain de vie et d’espérance)‏، 2002.[9]
- إمبراطورية الكذب (بالفرنسية: L'Empire du mensonge)‏، رواية، 2017.

## روابط خارجية
- أميناتا سو فال على موقع الموسوعة البريطانية (الإنجليزية)